# New Orleans Jazz National Historical Park
Le New Orleans Jazz National Historical Park, (en français : Parc National Historique du Jazz de La Nouvelle-Orléans), est un parc national historique des États-Unis qui est situé à La Nouvelle-Orléans en Louisiane.
Il a été créé en 1994 pour célébrer les origines et l'évolution du jazz, comme genre musical le plus largement reconnue en Amérique.
Le parc historique du jazz se compose d'un espace de 16000 m² situé dans le parc Louis Armstrong loué par le National Park Service. Le parc dispose d'un bâtiment, le Perseverance Hall N° 4, un ancien édifice de la loge maçonnique, qui abrite un bureau, un centre de visiteurs, et des salles de concerts dans le quartier français du Vieux carré. L'administration centrale du New Orleans Jazz National Historical Park est logé dans des locaux situés dans le French Market.

## Galerie

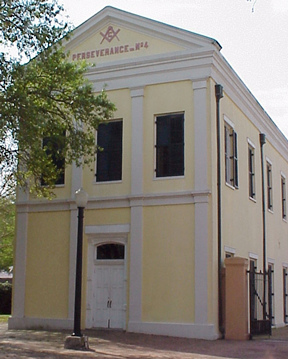
L'ancienne loge maçonnique accueille le bureau du New Orleans Jazz National Historical Park.
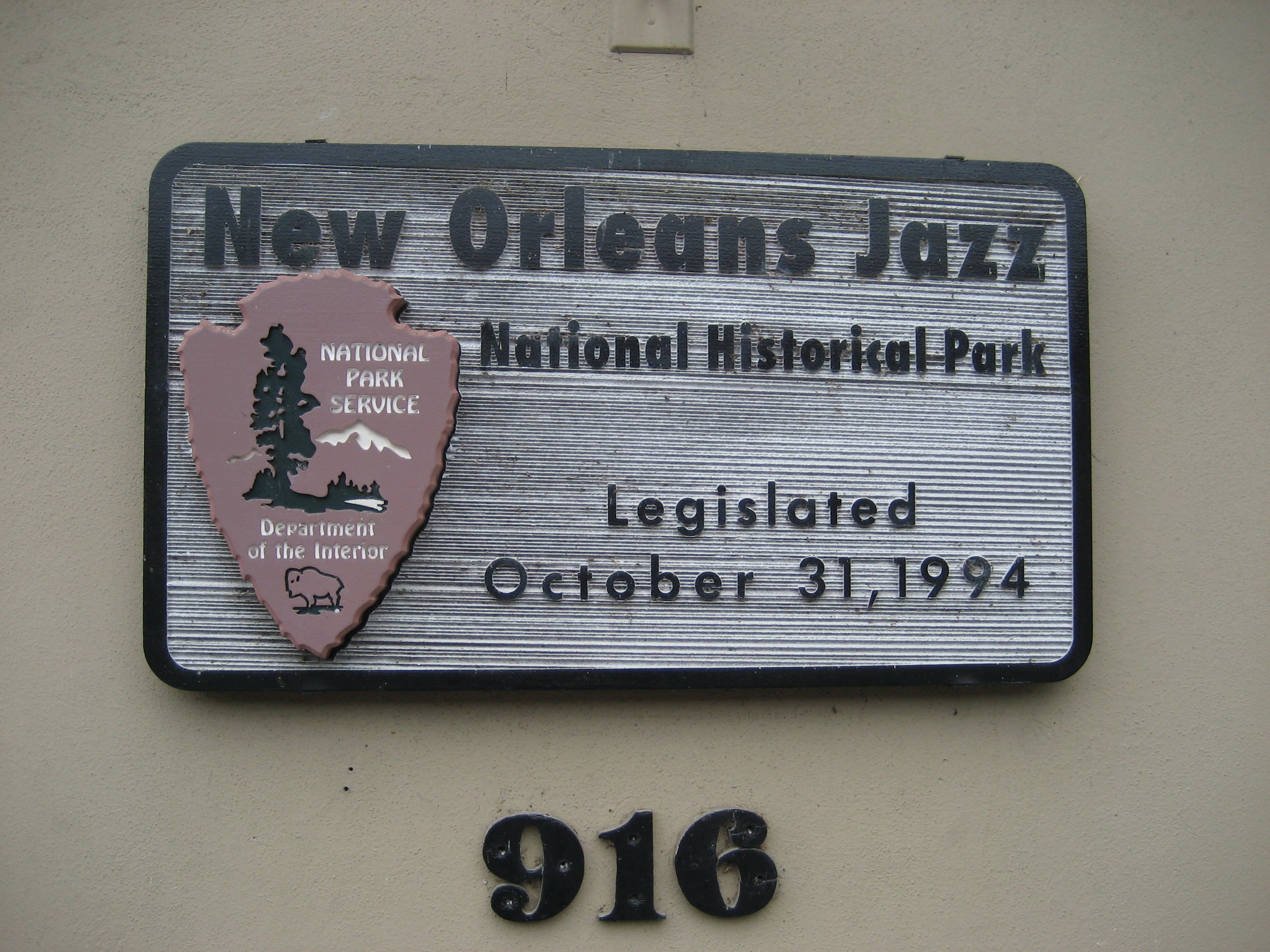
Plaque signalétique du National Historical Park.